# Arcidiocesi di Santa Maria

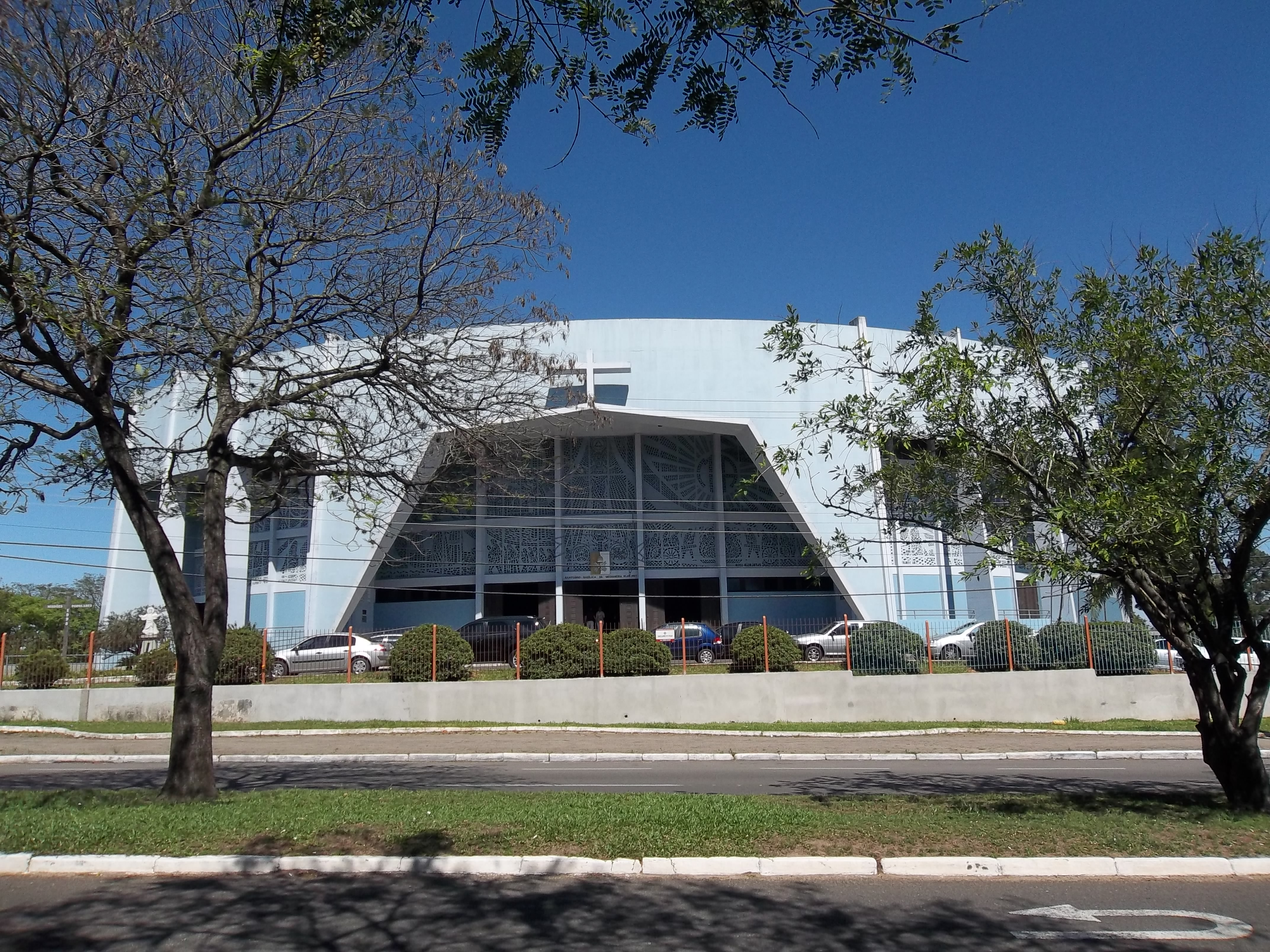
La basilica minore di Nostra Signora Mediatrice di Ogni Grazia.

L'arcidiocesi di Santa Maria (in latino: Archidioecesis Sanctae Mariae) è una sede metropolitana della Chiesa cattolica in Brasile. Nel 2022 contava 334.866 battezzati su 431.543 abitanti. È retta dall'arcivescovo Leomar Antônio Brustolin.

## Territorio
L'arcidiocesi comprende 26 comuni dello stato brasiliano del Rio Grande do Sul: Cacequi, Dilermando de Aguiar, Dona Francisca, Faxinal do Soturno, Formigueiro, Itaara, Ivorá, Jaguari, Jari, Júlio de Castilhos, Mata, Nova Esperança do Sul, Nova Palma, Pinhal Grande, Quevedos, Restinga Seca, Santa Maria, São João do Polêsine, São Martinho da Serra, São Pedro do Sul, São Sepé, São Vicente do Sul, Silveira Martins, Toropi, Tupanciretã e Vila Nova do Sul
Sede arcivescovile è la città di Santa Maria, dove si trova la cattedrale metropolitana dell'Immacolata Concezione. Nella stessa città sorge anche la basilica minore di Nostra Signora Mediatrice di Ogni Grazia (Nossa Senhora Medianeira de Todas as Graças).
Il territorio si estende su una superficie di 20.263 km² ed è suddiviso in 40 parrocchie.

### Provincia ecclesiastica
La provincia ecclesiastica di Santa Maria, istituita nel 2011, comprende le seguenti suffraganee:
- diocesi di Cachoeira do Sul,
- diocesi di Cruz Alta,
- diocesi di Santa Cruz do Sul,
- diocesi di Santo Ângelo,
- diocesi di Uruguaiana.

## Storia
La diocesi di Santa Maria fu eretta il 15 agosto 1910 con la bolla Praedecessorum Nostrorum di papa Pio X, ricavandone il territorio dalla diocesi di São Pedro do Rio Grande, che contestualmente venne elevata al rango di arcidiocesi metropolitana assumendo il nome di arcidiocesi di Porto Alegre.
La diocesi era molto vasta e corrispondeva all'incirca ad un terzo dell'intero territorio del Rio Grande do Sul; nel corso della sua storia subì diverse modifiche territoriali che ne limitarono l'ampiezza. Il 27 maggio 1921 cedette diversi comuni alle diocesi vicine. Il 13 febbraio 1937 cedette ancora i comuni di Candelária e di Rio Pardo all'arcidiocesi di Porto Alegre. Il 20 agosto 1962 acquisì dalla diocesi di Uruguaiana la parrocchia di Säo Pedro de Pontäo nel comune di Tupanciretã.
Inoltre cedette a più riprese porzioni del suo territorio a vantaggio dell'erezione di nuove diocesi e precisamente: la diocesi di Passo Fundo (oggi arcidiocesi) il 10 marzo 1951; la diocesi di Frederico Westphalen il 22 maggio 1961; la diocesi di Cruz Alta il 27 maggio 1971; la diocesi di Cachoeira do Sul il 17 luglio 1991.
Il 12 dicembre 1997 la diocesi si ingrandì con la parrocchia di Santa Maria della Vittoria nel comune di Cacequi e il territorio della comunità di Santa Maria in località Laranjeiras, acquisiti dalla diocesi di Bagé.
Il 13 aprile 2011 è stata elevata al rango di arcidiocesi metropolitana con la bolla Spiritali itineri di papa Benedetto XVI.

## Cronotassi dei vescovi
Si omettono i periodi di sede vacante non superiori ai 2 anni o non storicamente accertati.
- Miguel de Lima Valverde † (6 febbraio 1911 - 10 febbraio 1922 nominato arcivescovo di Olinda e Recife)
- Ático Eusébio da Rocha † (27 ottobre 1922 - 17 dicembre 1928 nominato vescovo di Cafelândia)
  - Sede vacante (1928-1931)
- Antônio Reis † (31 luglio 1931 - 14 settembre 1960 deceduto)
- Luís Victor Sartori † (14 settembre 1960 succeduto - 10 aprile 1970 deceduto)
- Érico Ferrari † (29 aprile 1971 - 29 aprile 1973 deceduto)
- José Ivo Lorscheiter † (5 febbraio 1974 - 24 marzo 2004 ritirato)
- Hélio Adelar Rubert (24 marzo 2004 - 2 giugno 2021 ritirato)
- Leomar Antônio Brustolin, dal 2 giugno 2021

## Statistiche
L'arcidiocesi nel 2022 su una popolazione di 431.543 persone contava 334.866 battezzati, corrispondenti al 77,6% del totale.
| anno | popolazione | popolazione | popolazione | presbiteri | presbiteri | presbiteri | presbiteri                | diaconi | religiosi | religiosi | parrocchie |
| anno | battezzati  | totale      | %           | numero     | secolari   | regolari   | battezzati per presbitero | diaconi | uomini    | donne     | parrocchie |
| ---- | ----------- | ----------- | ----------- | ---------- | ---------- | ---------- | ------------------------- | ------- | --------- | --------- | ---------- |
| 1950 | 680.000     | 900.000     | 75,6        | 202        | 97         | 105        | 3.366                     |         | 250       | 690       | 84         |
| 1966 | 730.000     | 920.000     | 79,3        | 208        | 73         | 135        | 3.509                     |         | 160       | 585       | 65         |
| 1968 | 750.000     | 1.000.000   | 75,0        | 189        | 67         | 122        | 3.968                     | 1       | 186       | 845       | 64         |
| 1976 | 480.000     | 577.000     | 83,2        | 134        | 46         | 88         | 3.582                     | 6       | 198       | 596       | 43         |
| 1980 | 571.000     | 614.000     | 93,0        | 128        | 52         | 76         | 4.460                     | 8       | 242       | 559       | 43         |
| 1990 | 569.000     | 650.900     | 87,4        | 128        | 61         | 67         | 4.445                     | 14      | 172       | 456       | 48         |
| 1999 | 375.753     | 482.753     | 77,8        | 104        | 44         | 60         | 3.613                     | 11      | 151       | 475       | 36         |
| 2000 | 378.000     | 481.328     | 78,5        | 109        | 45         | 64         | 3.467                     | 11      | 144       | 524       | 36         |
| 2001 | 380.000     | 485.234     | 78,3        | 110        | 51         | 59         | 3.454                     | 18      | 137       | 539       | 36         |
| 2002 | 382.800     | 487.625     | 78,5        | 104        | 49         | 55         | 3.680                     | 18      | 145       | 535       | 36         |
| 2003 | 383.600     | 486.900     | 78,8        | 107        | 50         | 57         | 3.585                     | 18      | 105       | 531       | 36         |
| 2004 | 382.247     | 488.258     | 78,3        | 104        | 47         | 57         | 3.675                     | 19      | 141       | 535       | 36         |
| 2010 | 400.000     | 532.000     | 75,2        | 106        | 43         | 63         | 3.773                     | 14      | 124       | 464       | 38         |
| 2014 | 419.000     | 558.000     | 75,1        | 89         | 41         | 48         | 4.707                     | 15      | 108       | 447       | 38         |
| 2017 | 429.700     | 571.900     | 75,1        | 42         | 40         | 2          | 10.230                    | 14      | 54        | 447       | 39         |
| 2020 | 297.865     | 395.730     | 75,3        | 43         | 40         | 3          | 6.927                     | 15      | 43        | 434       | 40         |
| 2022 | 334.866     | 431.543     | 77,6        | 41         | 40         | 1          | 8.167                     | 15      | 41        | 327       | 40         |